# يارا الفارس
يارا مازن الفارس (مواليد 14 ديسمبر 2002) هي لاعبة كرة قدم سعودية تلعب كـ جناح في نادي الدوري السعودي الممتاز للسيدات القادسية.

## المسيرة مع الأندية
بدأت يارا الفارس اللعب مع نادي واحة لكرة القدم النسائية في عام 2021، وبعد استحواذ نادي الترجي على نادي واحة، أصبحت جزءًا من النادي.
في أبريل 2023، فازت يارا الفارس بجائزة هدافة النسخة الأولى من بطولة كرة الصالات للسيدات.
في موسم 2023/2024، ساهمت يارا الفارس كقائدة في تأهل الترجي من الدوري السعودي الأول للسيدات إلى الدوري السعودي الممتاز للسيدات، حيث سجلت 13 هدفًا.
في يوليو 2024، أعلن نادي القادسية عن التوقيع مع الفارس بعقد يمتد حتى عام 2026.

## المسيرة الدولية
في مايو 2024، انضمت الفارس لأول مرة إلى منتخب السعودية لكرة الصالات للسيدات للمشاركة في معسكر تدريبي في سراييفو، البوسنة والهرسك.

## الإنجازات

### الأندية
الترجي
- الدوري السعودي الأول للسيدات:

 المركز الثاني: 2023–24